# Janet Jackson
Janet Damita Jo Jackson (født 16. maj 1966 i Gary, Indiana) er en amerikansk sangerinde og skuespiller. Hun begyndte sin karriere som syvårig som koreograf hos sine berømte brødre i The Jackson 5, og indledte i 1976 en karriere som skuespiller i tv-serier. Hun solodebuterede i 1982 og slog for alvor igennem med albummet Control i 1986, der blev fulgt op med det anmelderroste album Rhythm Nation 1814 i 1989, som desuden var det første album med syv top-5-singler på den amerikanske hitliste, Billboard.
I 1991 underskrev hun en multi-million kontrakt med pladeselskabet Virgin Records, hvilket bl.a. gjorde hende til en af de højest betalte kunstnere i branchen. Med det raffinerede album Janet fra 1993 fik hun et image som sexsymbol, eftersom hun var begyndt at udforske seksualitet i hendes arbejde. Samme år fik hun også sin spillefilmsdebut i Poetic Justice, hvor hun spillede overfor den nu afdøde rapper Tupac Shakur. I 1997 udgav hun hendes til dato bedst sælgende album The Velvet Rope – i forbindelse med lanceringen af albummet, fortalte hun vidt og bredt om sine intimpiercinger og sin begejstring for SM-sex, hvilket vakte megen opsigt på daværende tidspunkt.
I 2001 udkom albummet All for You, der debuterede på førstepladsen af de amerikanske hitlister, men siden udgivelsen har hun haft svært at opnå samme salgssucceser som hendes tidligere album. I februar 2004 optrådte hun sammen med den amerikanske sanger Justin Timberlake i pausen i den mest mediedækkede amerikanske sportsbegivenhed, Super Bowl-finalen. Ved et uheld, eller noget, der skulle ligne, blottede hun sit højre, piercede bryst for øjnene af hundreder af millioner af seere. Det lille optrin skabte en enorm medieomtale og en storm af protester, fordi de amerikanske seere følte sig krænket. Siden har hun brugt tiden på at undskylde, mens karrieren mest har stået stille. Hun har dog udgivet flere album; Damita Jo (2004), 20 Y.O. (2006) og hendes seneste Discipline (2008), men dog ingen med samme succes som hendes tidligere album.
Janet Jackson er nok mest kendt for at være søster til den nu afdøde popkonge Michael Jackson, som hun også har sunget med flere gange, bl.a. på "Scream/Childhood" i 1995, som blev nummer et på hitlisterne verden over. På verdensplan har hun solgt over 100 millioner album. Hun har været gift tre gange – først med R&B sangeren James DeBarge fra 1984-1985 og derefter med den mexicansk-fødte instruktør René Elizondo, Jr. fra 1992-2000. I syv år dannede hun par med rapperen og produceren Jermaine Dupri, men valgte at forlade ham i 2009 efter et højprofileret forhold. I 2012 blev hun gift for tredje gang, denne gang med den 37-årige arabiske milliardær og forretningsmand Wissam Al Mana. De blev separeret i september 2017.

## Diskografi
- Janet Jackson (1982)
- Dream Street (1984)
- Control (1986)
- Control – The Remixes (1987)
- Rhythm Nation 1814 (1989)
- Janet (1993)
- Janet.Remixed (1995)
- Design of a Decade 1986–1996 (1995)
- Velvet Rope (1997)
- All for You (2001)
- Damita Jo (2004)
- 20 Y.O. (2006)
- Discipline (2008)
- The Best (2009)

## Filmografi
- Colored Women
- Poetic Justice (1993)
- The Nutty Professor II: The Klumps (2000)
- Why Did I Get Married? (2007)
- Why Did I Get Married Too? (2009)